# Occidozyga semipalmata
Occidozyga semipalmata är en groddjursart som beskrevs av Smith 1927. Occidozyga semipalmata ingår i släktet Occidozyga och familjen Dicroglossidae. IUCN kategoriserar arten globalt som livskraftig. Inga underarter finns listade i Catalogue of Life.